# 偶像 (日本)

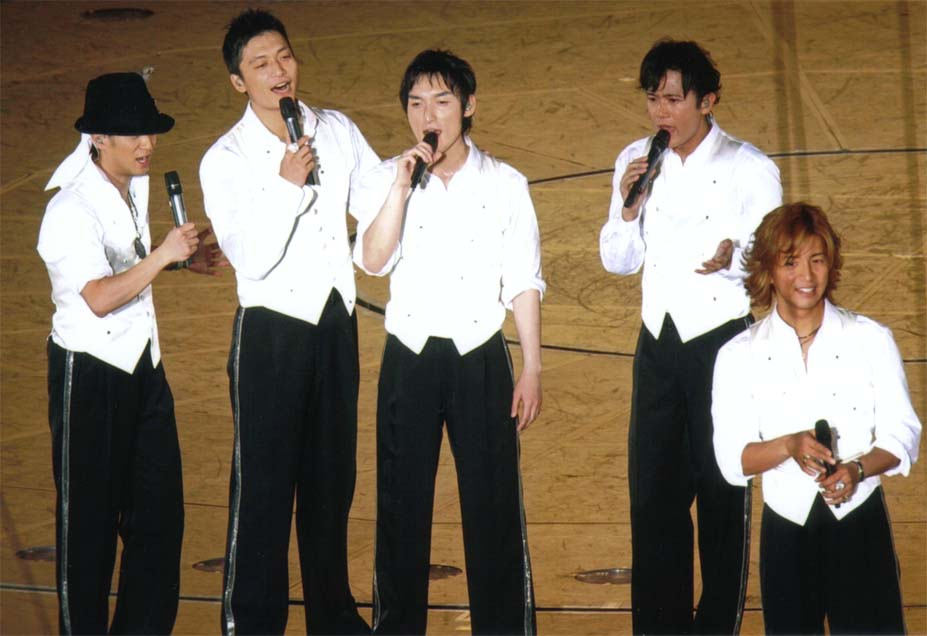
隸屬於傑尼斯事務所的SMAP，為1990至2010年代日本男子偶像的代表組合之一。

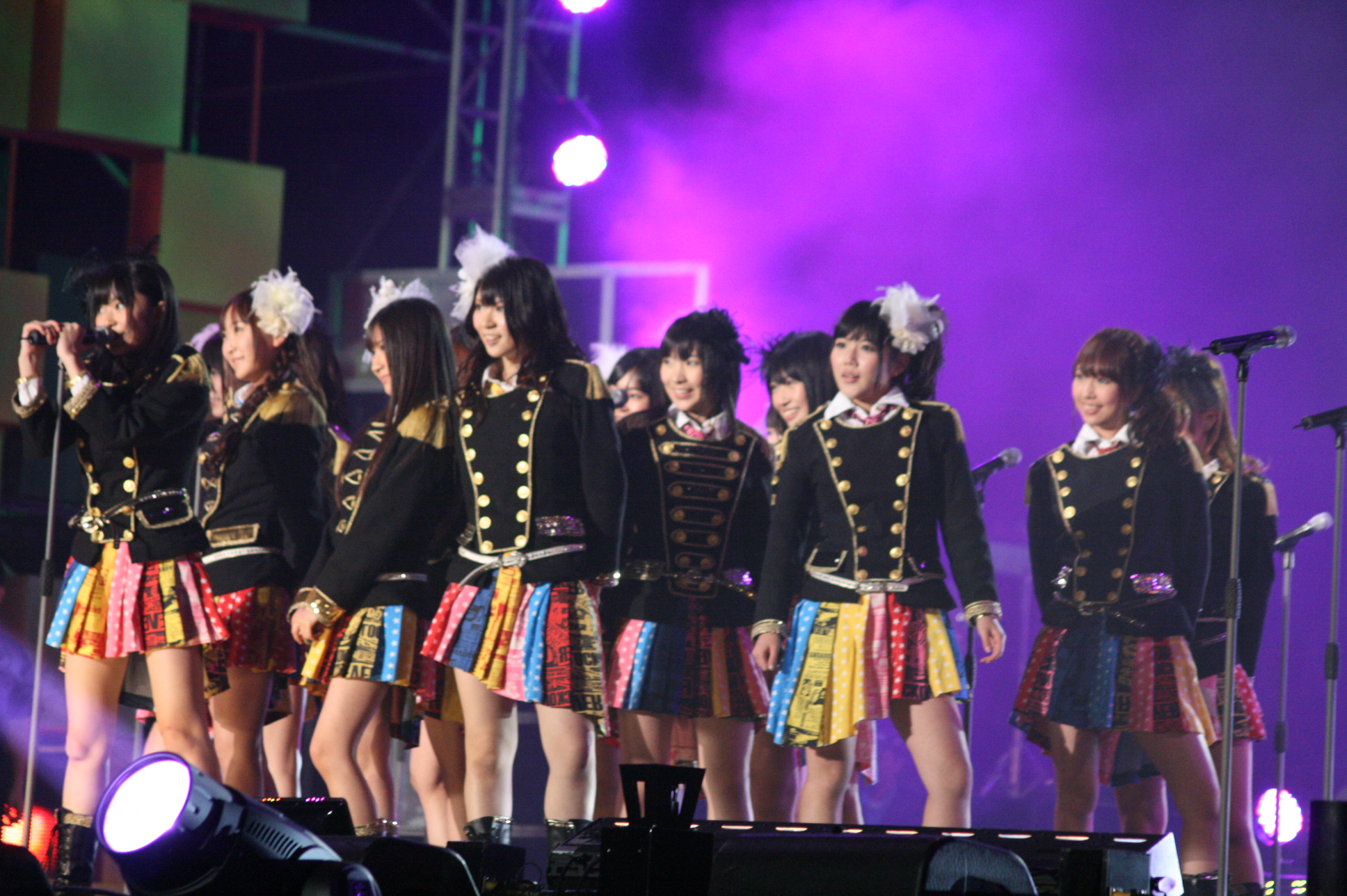
2005年成立的AKB48，其所帶來的經營模式與營銷策略，成為新時代日本女子偶像產業的經典範例。

偶像（日语： aidoru */?）是日本藝人的類型之一，語源自英語，為和製英語。該詞在日語原指“被崇拜的人或事”、“被仰慕的”、“擁有狂熱追求者的人”；而在日本娛樂業界中，主要是指「與粉絲共享成长过程，存在本身就是一种魅力的人物」，特色是全面打造自己的形象，在歌唱、舞蹈、戲劇、搞笑等众多领域展开活动。相對於最重視外表的模特兒，偶像的外表并不一定要非常出类拔萃，反而是比较容易親近的存在。另一方面，因为非常追求内在的“华丽”和个人魅力，一流的偶像與粉丝之間可以说有著若离若即的關係。

## 概述
在日本演艺圈，“偶像”的含义是指在其成长过程中与粉丝分享，并在舞台上活跃着有着独特魅力的人。如果说相比于“存在本身的魅力”而言，主要的职业能力体现在音乐上的话，这种人不会被分类为“偶像”，而是会被称为“艺术家”（ / artist；此詞偏向指一般藝人）或者是“音乐人”（ / musician）。但是，根据个人以及所属事务所的意愿而改变所属的范畴也是可能的，所以这几种职业之间的区别比较暧昧。因此，虽然本人自称为“艺术家”，但被分到偶像这个范畴的情况也是存在的。
以前社会的主流是，在20多岁的时候辞去偶像的工作，转身成为“艺术家”或“演员”。但是在2000年以后，这种情况发生了转变。本人在30岁以后仍然能够继续新的挑战，继续作为偶像，将自己的成长过程和个人魅力分享给大家。这种情况也渐渐被大众所认可。

### 日本型偶像的诞生
日本所指的「偶像」，最初主要用于称呼日本国外的艺人，日本国内的有人气的艺人一般被称为「明星」（ / star）。
二战期间，明日待子成为了激励战士的一名偶像。
在电视还没有普及的时代，主要的娱乐产业还是电影。也因此，「明星」大部分場合都是指电影演员；特别是加山雄三、吉永小百合、濱田光夫等人，被称为“青春明星”。在美空云雀和吉永小百合的时代，美空云雀加上江利智惠美和雪村泉的组合“三人娘”还有中尾mie，伊东yukari及园mari组成的“spark3人娘”之类的组合都获得了很大人气。
但是在1960年代，随着电影产业的衰退以及电视时代的正式到来，带来的是group sounds的热潮。在这过程中，和“明星”一起，“偶像”这个称呼也渐渐被广泛使用。
到了1970年，具有青涩而又可爱，贴近生活等特点的“偶像”形象出现了。这时候出现的“偶像”体现的是一个日本的独特的审美意识。同时，随着1968年CBS索尼的创立，一直以来唱片公司把乐曲制作交给自己专属作家的模式也发生了改变。随着无所属作家们的活跃，“偶像歌谣”也渐渐繁荣。
民族学者柳田国男是这样描述至今为止的女性偶像产业的繁盛的：原本相较于男性，女性就拥有“敏感”“细腻”的特征，在此基础上，又拥有一种独特的力量，能够传递出生命的力量，连接通往幸福的道路。也因此，日本偶像产业的繁荣期，和经济的繁荣萧条能够完全保持一致。

### 偶像團體
秋元康可說是日本女性偶像團體的始作俑者。1985年他成立小貓俱樂部，以流動的團員、未成年女性、鄰家女孩的形象、以及《不要脫人家的水手服啦》的大胆歌詞爆紅。2005年又以AKB48結合現代網路行銷成為日本最成功的偶像團體。

## 工作環境

### 小型事務所
曾在学生时代以地下偶像活动的原宿眠眠，平日要上課，課後前往表演，大約晚上11點才能回家，週末則從上午9點到晚上11點在live house演出。她即使是感冒生病也不能停止表演，她的經紀人要求學生為了演出而向學校請假。有的偶像合約明確記載禁止戀愛、若寄宿朋友家須報備。前述原宿眠眠所属的团体不能和粉絲有實際上的聯絡往來，這樣會讓其他粉絲幻滅，必須公平對待所有粉絲，粉絲們才不用擔心會輸給別人，原宿眠眠称很多女孩與御宅族來往，曝光後被開除。
「日本演藝人士權利協會」共同代表理事、偶像團體製作人河西邦剛律师表示，偶像簽約時通常只有十多歲，很難明白合約上的意思，就算由父母代為閱讀，資方也很容易用「這是演藝圈的常態」搪塞。原宿眠眠所在团体的部分成员以參加社團活動的心態看待，沒有在工作的意識，表演也完全沒有收入，只補助低於實際花費的交通費。有些事務所禁止偶像之間交換聯絡方式，以防形成勞工的團體意識。条件严苛的合約往往規定1~3年內不能辭職，否則須支付100~200萬的違約金。若合約允許，許多偶像在第一年就因為工作太辛苦而離開。有偶像在契約紛爭時咨询勞動基準監察署，政府回答「不清楚演藝契約是否屬於勞動契約，因此無法受理」；雖然法院大多認定演藝契約是勞動契約，但程序繁瑣。2018年，16歲的偶像大本萌景自殺身亡，家人認為是因為公司的合約壓榨、職權騷擾和過度勞動，他生前每月工作超過20天，每天最少做10小時，而月薪僅三萬五千日圓。
有些地下偶像事務所原本經營酒店，以管理陪酒女郎的方式管理偶像，性騷擾接連發生。若是中小型的事務所，認真經營且不壓榨偶像，基本上無法獲利。
也曾有男偶像咨詢河西律师受到暴力對待的問題，例如被事務所的老闆拳打腳踢。

### 大型事務所
AKB48前成員西野未姬在网络综艺中称，成員的工作忙碌，又必須為了團隊和個人成績追求完美表現，壓力很大，一些成员在精神和情緒上有困擾、需要幫助。AKB48的合約規定不得發展戀情，峯岸南在被拍到和白濱亞嵐交往後，立刻被降格，並在官方YouTube頻道登出她自愿剃了光頭哭著向粉絲道歉的影片。川荣李奈表示在AKB48时，經紀公司曾在前一晚才告知明天有工作。前早安少女组的後藤真希自述她的「畢業」并非由自己决定。
在握手會等近距離接觸的活動中，曾因安保不足造成AKB48握手會傷人事件。
偶像產業的產值至少八百億日元，然而大多數的錢都流向制作方及运营团队，偶像只能領到固定薪水；相較之下，小甜甜布蘭妮唱一首歌就可以入帳一千五百萬美元。

## 心理學
觀眾和偶像的互動是一種擬社會人際互動，觀眾認為自己和偶像的互動如同一對一的好友，然而觀眾必須花錢才能買到互動，偶像則必須回應花錢的觀眾，雙方在人數、金錢、話語權等方面並不對等。研究顯示，觀眾支持偶像的原因包括逃避現實、補償現實生活中缺乏的社會互動和陪伴、透過同好會建立身份認同、透過將自己投射在偶像身上來滿足成就感、或是被偶像娛樂表演及外貌吸引。此外，捐錢給偶像的行為時常屬於衝動性購買。

## 影响

### 對偶像的影響
日本偶像產業對偶像有嚴格的要求，包括言行舉止和私生活的各種限制、嚴苛的工作班表，這個系統和日本的上班族類似，無法違背上級的指令。美國老牌娛樂雜誌《告示牌》的亞洲地區主管Rob Schwartz指称：日本主流媒體傾向自我審查，極少報導上級倚仗權勢騷擾下屬的指控。日本时报的报导中，獨立經理的「地下偶像」也沒有比較好，他們的工作合約往往相當不嚴謹，綁約多年，並且不負擔演出的交通和服裝費用。
偶像的工作非常繁忙，並且生病也不能休息。自由主播五户美樹在日刊体育发表的文章称日本的偶像作为艺人并沒有工会，而年幼的中小學生進入偶像產業也涉及到童工問題，未成年的女性並不能充份了解被中年男性當作性幻想對象的意義。
為了讓粉絲可以幻想有跟偶像在一起的機會，部分经纪公司规定偶像不能發展戀情，結婚也必須有經紀公司核可，但也有经纪公司表示不会强迫偶像不能恋爱，更有成员在加入SDN48前就已经结婚。日本时报的报导形容男粉絲用金錢控制女偶像弱小被動的「萌」形象來滿足性幻想，用投票的力量控制女性的未來發展。

### 對粉絲的影響
偶像文化也對粉絲的生活造成不良影響，偶像文化把人體當作商品，在歧視女性的日本社會助長許多社會問題。有中年男性御宅族為了追星而辭職，騎著腳踏車每天跟著偶像巡迴，每天看兩場表演；有中年御宅族因為迷偶像，不再前往探望雙親；也有大學生放棄交女友，覺得比起偶像，交女友太麻煩。偶像產業鼓勵這樣的行為，經紀公司不顧偶像對這些現象的抱怨，因為這些粉絲會買CD。這也讓一些粉絲認為跟蹤騷擾是合理的行為。握手會等近距離接觸的活動則讓一些粉絲無法區別表演和現實生活的界線。不理智的粉丝也会引起如山口真帆受暴、富田真由被刺案等恶性事件

### 文獻
- 青木一郎. . 大阪: プラザ. 1990年2月. ISBN 9784915333675.
- 青木一郎. . 大阪: 青心社. 1993年. ISBN 9784915333859.
- 稲増龍夫. . ちくま文庫. 1993年.
- 稲増龍夫. . 日本ファジィ学会誌 (日本知能情報ファジィ学会). 1996-10-15, 8 (5).
- 青柳寛. . 産業経営研究 (日本大学). 1996-03-30, 18: 43–58.
- 濱本和彦「1/f ゆらぎを用いた松浦亜弥の「国民的アイドル度」の客観的評価に関する研究」（東海大学情報理工学部情報メディア学科）
- 竹中夏海「IDOL DANCE!!! ―歌って踊るカワイイ女の子がいる限り、世界は楽しい―」ポット出版、ISBN 9784780801927